# Ray Traylor
Ray Traylor (2. maj 1963 – 22. september 2004) var en amerikansk wrestler. Han er bedst kendt for sin tid i World Wrestling Federation, hvor han arbejdede under ringnavnet Big Boss Man, og i World Championship Wrestling, hvor han wrestlede under adskillige navne, heriblandt Guardian Angel og Big Bubba Rogers.
Efter at have arbejdet som fængselsbetjent debuterede Ray Traylor under navnet Big Boss Man i World Wrestling Federation i 1988. Big Boss Man angreb den regerende verdensmester Hulk Hogan og udfordrede ham til en VM-titelkamp i 1989, som han dog tabte. Året efter hjalp han dog Hogan i en kamp mod Earthquake. Ray Traylor blev hos WWF indtil 1993.
Ray Traylor startede i 1993 i World Championship Wrestling under navn The Boss. WWF mente dog, at navnet lå for tæt op af Big Boss Man-navnet, som organisationen havde rettighederne til, og tvang derfor WCW til at lave det om. I en kort periode i 1994 wrestlede han derfor under navnet Guardian Angel. Det blev dog ikke umiddelbart nogen succes og i 1995 wrestlede han i stedet for under navnet Big Bubba Rogers. Big Bubba besejrede i foråret 1995 Sting. I løbet af 1996 tilsluttede han sig Dungeon of Doom og senere også nWo. Traylor blev skadet i 1997, og da han vendte tilbage et halvt år efter, begyndte han at wrestle under sit rigtige navn.
Traylor nåede dog aldrig at opnå den samme succes i WCW, som han havde haft i WWF, og derfor vendte han tilbage til sin gamle organisation i 1998. Her fik han atter succes og nåede blandt andet at møde The Undertaker i en Hell in a Cell-match i 1999. Han tabte denne kamp, og blev efterfølgende "hængt" i buret af The Undertaker.[kilde mangler]
Han blev i organisationen indtil 2003. Ray Traylor døde af et hjerteanfald i 2004.